# Pallanuoto ai X Giochi asiatici
Il X torneo asiatico di pallanuoto si è svolto dal 27 settembre al 2 ottobre 1986 a Seul, durante i X Giochi asiatici.
La competizione ha visto la partecipazione di sei formazioni, riunite in un girone unico. La Cina ha conquistato il suo terzo successo continentale consecutivo con 5 vittorie su 5.

## Risultati
| 27 settembre | Cina | 26 – 3 | Kuwait |  |

| 27 settembre | Corea del Sud | 16 – 6 | India |  |

| 27 settembre | Singapore | 8 – 8 | Iran |  |

| 28 settembre | India | 9 – 12 | Kuwait |  |

| 28 settembre | Corea del Sud | 18 – 11 | Singapore |  |

| 28 settembre | Cina | 21 – 3 | Iran |  |

| 29 settembre | Singapore | 14 – 9 | India |  |

| 29 settembre | Iran | 6 – 4 | Kuwait |  |

| 29 settembre | Cina | 18 – 10 | Corea del Sud |  |

| 1º ottobre | Iran | 15 – 4 (6-1, 8-2, 12-3) | India |  |

| 1º ottobre | Cina | 18 – 7 (8-1, 9-2, 12-6) | Singapore |  |

| 1º ottobre | Corea del Sud | 18 – 7 (5-1, 10-4, 14-5) | Kuwait |  |

| 2 ottobre | Cina | 22 – 5 (6-1, 8-3, 13-3) | India |  |

| 2 ottobre | Singapore | 15 – 7 (4-2, 6-4, 10-5) | Kuwait |  |

| 2 ottobre | Corea del Sud | 10 – 6 (2-2, 5-4, 6-4) | Iran |  |

## Classifica finale
|         | Squadra       | Punti | G | V | N | P | GF  | GS | Diff |
| ------- | ------------- | ----- | - | - | - | - | --- | -- | ---- |
| Oro     | Cina          | 10    | 5 | 5 | 0 | 0 | 105 | 28 | +77  |
| Argento | Corea del Sud | 8     | 5 | 4 | 0 | 1 | 72  | 48 | +24  |
| Bronzo  | Singapore     | 5     | 5 | 2 | 1 | 2 | 55  | 60 | -5   |
| 4.      | Iran          | 5     | 5 | 2 | 1 | 2 | 38  | 47 | -9   |
| 5.      | Kuwait        | 2     | 5 | 1 | 0 | 4 | 33  | 74 | -41  |
| 6.      | India         | 0     | 5 | 0 | 0 | 5 | 33  | 79 | -46  |

## Fonti
- (EN) AASF - All Asian Games results (PDF), su asiaswimmingfederation.org. URL consultato il 16 marzo 2011 (archiviato dall'url originale l'11 agosto 2011).
- (EN) Todor66.com - Sport statistics Archive, su todor66.com.